# Konstantinos Paparrigopoulos

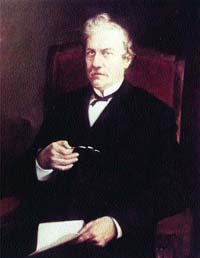
Der Historiker Konstantinos Paparrigopoulos

Konstantinos Paparrigopoulos (griechisch Κωνσταντίνος Παπαρρηγόπουλος, * 1815 in Konstantinopel, Osmanisches Reich; † 14. April 1891 in Athen, Königreich Griechenland) war ein griechischer Historiker und Publizist, der als Begründer der neugriechischen Geschichtsschreibung gilt. Er war der Hauptvertreter der romantischen Geschichtsschreibung im Griechenland des 19. Jahrhunderts, die durch die Wiederentdeckung des griechischen Mittelalters und seine Einbindung in die Nationalgeschichte gekennzeichnet ist.
Mit seinem Hauptwerk Ιστορία του Ελληνικού Έθνους από των αρχαιοτάτων χρόνων μέχρι της σήμερον („Geschichte der Griechischen Nation von der ältesten Zeit bis heute“) hat er das Geschichtskonzept der griechischen Historiographie bis weit ins 20. Jahrhundert stark beeinflusst und damit auch zur nationalen Identitätsbildung der Griechen beigetragen.

## Leben

### Familie und Jugend

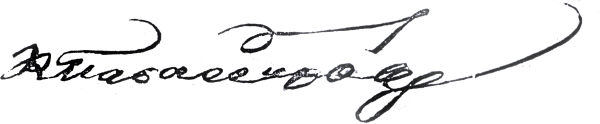
Signatur

Paparrigopoulos wurde in Konstantinopel als Sohn einer wohlhabenden phanariotischen Familie geboren. Sein Vater Dimitrios Paparrigopoulos, der Bankkaufmann war, stammte aus Vytina und hatte sich nach den Orlow-Revolten in Konstantinopel niedergelassen. Seine Mutter hieß Tarsia (geborene Nikokli) und seine Geschwister waren Skarlatos, Michail, Nikolaos, Lukia, Zoi, Rallou, Eleni, Euphrosyne und der spätere Juraprofessor und Rektor der Universität Athen Petros. Nach dem Ausbruch des Griechischen Unabhängigkeitskrieges 1821 wurde Dimitrios zusammen mit seinem Sohn Michail und anderen Mitgliedern der Familie zur Vergeltung vom Sultan Mahmud II. verhaftet und hingerichtet. Die Mutter flüchtete mit den überlebenden Familienmitgliedern nach Odessa, wo Paparrigopoulos das französische Lycée Richelieu d’Odessa als Stipendiat des Zaren Alexander I. besuchte. 1830 siedelte die Familie in die provisorische Hauptstadt des nun unabhängigen griechischen Staates Nafplio über, wo er Privatunterricht beim renommierten Lehrer Georgios Gennadios erhielt. Trotz dieser Studien und seiner späteren wissenschaftlichen Betätigung absolvierte er niemals ein regelrechtes Studium.
Nach der Verlegung der Hauptstadt nach Athen 1834 zog Paparrigopoulos mit seiner Familie in die neue Hauptstadt um und nahm eine berufliche Tätigkeit als Beamter im Justizministerium auf. Nebenbei befasste er sich mit Geschichte und veröffentlichte die ersten Aufsätze. 1841 heiratete er Maria Afthonidi, Tochter des einstigen Funktionärs des Ökumenischen Patriarchates Georgios Afthonidis, und bekam mit ihr drei Kinder: den romantischen Dichter Dimitrios (1843–1873), Aglaia (1849–1890) und Eleni (1854–1872). Paparrigopoulos überlebte alle seine Kinder, er starb in Athen am 14. April 1891.

### Wissenschaftliche und publizistische Tätigkeit
1845 wurde Paparrigopoulos wie andere Auslandsgriechen vom Dienst suspendiert, eine Folge der neuen Verfassung, die ein Resultat des Staatsstreichs vom 3. September 1843 war. In ihr war vorgesehen, dass nur Personen in öffentliche Ämter gelangen sollten, die die griechische Staatsbürgerschaft besaßen. Ein Jahr später wurde er jedoch, unterstützt von seinem Förderer, dem damaligen Premierminister Ioannis Kolettis, am Athener Gymnasium als Geschichtslehrer eingestellt und begann damit seine wissenschaftliche Laufbahn. Inzwischen hatte er die ersten historischen Abhandlungen publiziert. 1843 erschien sein erstes Buch Περί της εποικήσεως Σλαβικών τινών φυλών εις την Πελοπόννησον („Über die Ansiedlung einiger slawischer Stämme auf der Peloponnes“), mit dem er den Thesen Fallmerayers über die Abstammung der Griechen entgegentrat, und ein Jahr später das Buch Το τελευταίον έτος της ελληνικής ελευθερίας („Das letzte Jahr der griechischen Freiheit“), in dem er sich mit der Unterwerfung Korinths durch die Römer befasste. Mit seinem Erstlingswerk gelang es ihm schon 1843, großes Aufsehen zu erregen. 1845 folgte das Handbuch Στοιχεία της Γενικής Ιστορίας („Elemente der allgemeinen Geschichte“) für den Schulgebrauch, eine bearbeitete Übersetzung des Handbuches des französischen Pädagogen David Lévi Alvarès.
Zu dieser Zeit fühlte sich Paparrigopoulos aufgrund seiner historiographischen Werke für eine Bewerbung um einen der beiden historischen Lehrstühle der Philosophischen Fakultät der Universität Athen qualifiziert. Da er aber keinen akademischen Titel vorweisen konnte, wurden seine Bewerbungen zweimal abgelehnt. Die Lösung bot die Universität München, die ihm 1850 auf Empfehlung von Friedrich Thiersch und des griechischen Botschafters in Bayern und ersten Rektors der Universität Athen Konstantinos Schinas in absentia den Doktortitel verlieh. So wurde er 1851 zunächst als außerordentlicher Professor für Geschichte an die Athener Universität berufen und 1857 zum ordentlichen Professor ernannt, eine Position, welche er fast 40 Jahre innehatte. Es handelte sich dabei um den Lehrstuhl für „Geschichte der antiken Völker“, den Paparrigopoulos bald in „Geschichte der griechischen Nation von der Antike bis zur Gegenwart“ umwandelte, indem er die Beschränkung auf die Alte Geschichte aufgab und sich einer einheitlichen griechischen Geschichte bis zur Neuzeit widmete, was bezeichnend für seine Geschichtsauffassung war.
Die ersten Elemente dieser Auffassung stellte er zunächst 1853 mit der als Lehrbuch konzipierten ersten Version seines Monumentalwerkes Ιστορία του Ελληνικού Έθνους από των αρχαιοτάτων χρόνων μέχρι της σήμερον' („Geschichte der griechischen Nation von der ältesten Zeit bis heute“) vor, womit die Idee einer Gesamtgeschichte Griechenlands von der mythischen Zeit bis zur Gegenwart zum ersten Mal in Griechenland verwirklicht wurde. Diese Idee der historischen Kontinuität des Griechentums wollte er mit der zweiten fünfbändigen Ausgabe untermauern, die im Zeitraum 1860–1874 erschien und auf 15 Bücher verteilt war. 1885–1888 folgte die endgültige „kanonisierte“ Ausgabe des Werkes, wodurch er den Rang des „Nationalhistorikers“ erlangte.
Parallel zu seiner wissenschaftlichen Betätigung war Paparrigopoulos auch als Journalist tätig. In seinen Veröffentlichungen beschäftigte er sich häufig mit aktuellen politischen und nationalen Themen und vor allem mit historischen Fragen. Sein Unterricht am Athener Gymnasium und später seine Vorlesungen an der Universität wurden in zahlreichen Zeitungen und Zeitschriften publiziert und erreichten auf diese Weise ein breites Publikum. Darüber hinaus war er an der Herausgabe mehrerer Publikationen beteiligt, wie die kurzlebige regierungsfreundliche Zeitung Εθνική (Ethniki, 1847) und die ebenfalls Otto-freundliche Ο Έλλην (O Ellin, 1858–1860). 1850 gründete er zusammen mit Nikolaos Dragoumis und Alexandros Rizos Rangavis die Zeitschrift Πανδώρα (Pandora, 1850–1863), die erfolgreichste griechische Zeitschrift des 19. Jahrhunderts, in der er viele Aufsätze veröffentlichte. Er war auch Chefredakteur der französischsprachigen politischen Zeitschrift Spectateur de l’ Orient, wo er oft über aktuelle nationale Themen schrieb, und Korrespondent der in Triest erscheinenden griechischen Zeitung Ημέρα (Imera).
In Anerkennung seiner Verdienste erhielt er 1875 die Ehrendoktorwürde der Universität Odessa; 1881 wurde er Mitglied der Serbischen Akademie der Wissenschaften.

### Politisches Engagement
Paparrigopoulos beschränkte sich nicht auf die wissenschaftliche und publizistische Beschäftigung mit nationalen Themen, sondern engagierte sich auch politisch. 1877 wurde er Vorsitzender der „Nationalen Verteidigung“ («Εθνική Άμυνα»), einer nationalistischen Organisation, die das Ziel hatte, die noch unter Türkenherrschaft befindlichen Griechen in Epirus, Makedonien, Thessalien und Kreta finanziell und mit Waffen zu unterstützen. Dazu unternahm er zahlreiche Reisen nach Westeuropa, um Geldspenden zu sammeln und Munition und Waffen zu kaufen. Außerdem war er während der Orientalischen Krise im Kontakt mit Diplomaten und dem Premierminister Charilaos Trikoupis und versuchte die territorialen Ansprüche des Königreichs Griechenland wissenschaftlich zu begründen. Im Vorfeld des Berliner Kongresses 1878 beauftragte er den Kartographen Heinrich Kiepert mit der Anfertigung von Landkarten Südosteuropas, die er selbst wissenschaftlich betreute. Die Karten sollten dem Kongress zur Unterstützung der griechischen Gebietsforderungen vorgelegt werden. 1884 beschrieb er auf Wunsch des Außenministeriums in einem geheimen Memorandum an Minister Alexandros Kontostavlos den Umfang des Territoriums der Region Makedonien, die Griechenland für sich beanspruchte.

## Paparrigopoulos’ Werk und seine Bedeutung

### Historischer Kontext
Paparrigopoulos lebte zu einer Zeit, in der das junge Königreich sich im Prozess der Nationsbildung befand und seine Identität und Ideologie zu definieren versuchte. In der Tradition der europäischen und der neugriechischen Aufklärung betrachteten sich die Griechen als Erben des antiken Griechenland und konstruierten ihre Identität auf dieser Grundlage. Die Verherrlichung der Antike wurde zum Bestandteil des Nationbildungsprozesses und wurde insbesondere während der sogenannten „Bavarokratie“, der Herrschaft Ottos und der bayerischen Regentschaft, institutionell gefördert: In dieser Zeit entstanden das Archäologische Amt, die Archäologische Gesellschaft und die ersten Gesetze zum Schutz der Altertümer und wurden die ersten Ausgrabungen und Restaurierungsarbeiten vorgenommen, der Versuch zur Purifizierung der Sprache wurde intensiviert und die klassizistische Architektur herrschte in Athen vor. Die Verlegung der Hauptstadt von Nafplio nach Athen hatte ideologisch-symbolische Hintergründe. Zusätzlich erschien die Antike als das ideale politische Modell für die Organisation der modernen Gesellschaft im neuen Staat. Diese Berufung auf die Antike war nicht nur Ausdruck einer Begeisterung für die idealisierte Vergangenheit, sondern diente als Begründung für den Existenzanspruch des griechischen Staates, da die Griechen in der glorreichen Antike die Legitimation ihrer Unabhängigkeit und Staatsgründung sahen. Im Laufe der Jahrzehnte nach der Revolution wurde es jedoch offensichtlich, dass der Rückgriff auf die Antike nicht ausreichte, um das Nationalbewusstsein hinreichend zu stärken und die kollektive Identität zu bilden. Für die Mehrheit der griechischsprachigen Bevölkerung innerhalb und außerhalb des griechischen Staates besaß die Antike wenig integrative Symbolkraft; sie war vielmehr dem Gedankengut der Orthodoxie verbunden und damit dem Erbe des Byzantinischen Reichs und dessen Hauptstadt Konstantinopel. Dieser Widerspruch, den die zwei als nationale Zentren betrachteten Städte Athen und Konstantinopel symbolisierten, spiegelte sich im Konzept der Megali Idea (Große Idee), welche das Motto des griechischen Nationalismus darstellen sollte. Ursprünglich war es eine vage Schwärmerei. Im Lauf der Zeit wandelte sich der Begriff der Großen Idee und integrierte Konzepte unterschiedlichen Ursprungs; zu den damit verbundenen Zielsetzungen und Interpretationen gehörte einerseits der Gedanke einer Verbreitung klassischer Bildung und Kultur im Orient, andererseits aber auch der Wunsch nach der Wiedereinnahme Konstantinopels zur politischen Vereinigung der Griechen. Diese Unschärfe ließ es zu, die Megali Idea als den Kern des griechischen Nationalismus ab Mitte des 19. Jahrhunderts zu betrachten. Obwohl sie kein konkretes außenpolitisches Programm war, entwickelte sie sich zum Symbol des griechischen Irredentismus bis in die 1920er Jahre.
In dieser Zeit der Identitätssuche der Griechen veröffentlichte der Publizist Jakob Philipp Fallmerayer 1830 sein Buch Geschichte der Halbinsel Morea während des Mittelalters, worin er die These einer Ausrottung der alten Griechen im Mittelalter aufstellte. Mit einer Kombination von rassisch-biologischen und kulturhistorischen Kriterien versuchte er zu beweisen, dass die zeitgenössischen Bewohner Griechenlands gräzisierte Slawen und Albaner seien. Die Reaktion auf seine Thesen war gewaltig, besonders von Philhellenen, die sich mit einer Reihe von Veröffentlichungen bemühten, seine Theorie zu widerlegen. In Griechenland wurde er zwar mit einer Verspätung von etwa 10 Jahren rezipiert, aber seine Thesen lösten eine Welle von polemischen Reaktionen aus, die sich von Karikaturen und Satiren in der Boulevardpresse und Leitartikeln in den politischen Zeitungen bis zu öffentlichen Vorträgen gegen ihn spannten; Fallmerayer verkörperte das Feindbild, seine Thesen wurden als Bestreiten des Existenzrechtes des unabhängigen griechischen Staates empfunden, und er war bald zur Personifizierung des Feindes geworden, das Gegenteil eines vorbildlichen Philhellenen. Die bedeutendste Auswirkung dieser antifallmerayerschen Welle war jedoch, dass sie als Katalysator für die Geisteswissenschaften in Griechenland fungierte; sie führte zu einer Reihe von wissenschaftlichen Geschichtsstudien, die mit Paparrigopoulos’ Werk ihren Höhepunkt erreichten und den griechischen Historismus einleiteten.

### Geschichte der griechischen Nation
Schon im Vorwort von Paparrigopoulos’ erster, 1843 erschienener Arbeit Über die Ansiedlung einiger slawischer Stämme auf der Peloponnes ist das Leitmotiv und die Zielsetzung seines Lebenswerkes skizziert: die griechische Geschichte von der Eroberung Korinths durch die Römer 146 v. Chr. bis zur Revolution 1821 als kontinuierlichen Wandlungsprozess der Nation vom alten Griechenland zum neuen verständlich zu machen. Die Nation habe sich durch die Jahrhunderte entwickelt, bis sie „nach einem höheren Gesetz der göttlichen Vorsehung, aus ihrem eigenen Unglück neue Elemente materieller und moralischer Kraft schöpfend, die Weltbühne auf der Suche nach ihrer Unabhängigkeit und Einheit wieder betreten konnte“. Als erster unter den griechischen Gegnern Fallmerayers verwendete er eine wissenschaftliche Methode mit kritischer Auswertung und Interpretation der Quellen und stellte den rassischen rein kulturhistorische Kriterien gegenüber. Hier zeichnete sich zum ersten Mal seine These der historischen Kontinuität der griechischen Geschichte ab, eine These, die er mit seinem Werk lebenslang vertrat und zu beweisen versuchte.
Sein ehrgeiziges Vorhaben, die Nationalgeschichte von der Antike bis zur Gegenwart zu schreiben, hatte er bereits 1845 im Schulbuch Elemente der allgemeinen Geschichte angekündigt, aber seine Geschichtstheorie steckte noch in den Kinderschuhen. In seiner Antrittsvorlesung am Athener Gymnasium 1846, die als „Vorlesung 1846“ bekannt geworden ist, betonte er die Notwendigkeit, eine eigenständige Nationalgeschichte zu verfassen; er hielt es für ein Kennzeichen primitiver Völker, das Studium ihrer Vergangenheit Fremden zu überlassen. Er gibt einen Überblick der bisherigen historiographischen Behandlung der griechischen Geschichte und schlägt drei Werke als Ausgangspunkt für die Nationalgeschichte vor: James Emersons The History of Modern Greece: From Its Conquest by the Romans 146 B.C. to the Present Time (1830), George Finlays Greece under the Romans (1844) und Johann Wilhelm Zinkeisens Geschichte Griechenlands vom Anfange geschichtlicher Kunde bis auf unsere Tage (1832). Obwohl er einige Punkte kritisierte, galten diese drei Werke, insbesondere das Werk Zinkeisens, in der Folgezeit für viele griechische Historiker des 19. Jahrhunderts als die Basis ihrer Nationalgeschichte. Als allgemeine Vorbilder hinsichtlich der Darstellung von Nationalgeschichte betrachtete man ferner Thomas Babington Macaulay, François Guizot und Jules Michelet.
Das zentrale Problem der Nationalhistoriographie zu jener Zeit war, dass zwischen der verherrlichten Antike und der Gegenwart eine zeitliche Lücke von Jahrhunderten klaffte, denn die griechischen Gelehrten waren damals stark von der negativen Einschätzung des Byzantinischen Reiches als einer dekadenten Despotie durch namhafte Vertreter der Aufklärung beeinflusst. Dabei spielte Edward Gibbons byzanzfeindliche Sichtweise in seiner History of the Decline and Fall of the Roman Empire eine maßgebliche Rolle. Erst 1852 erschien eine Gegendarstellung, als der Historiker Spyridon Zambelios seine Volkslieder Griechenlands (Άσματα δημοτικά της Ελλάδος) veröffentlichte, wobei er den Verlauf der griechischen Geschichte als unausweichliche Entwicklung in Richtung Griechische Revolution deutete und Byzanz als das fehlende Bindeglied in dieses Geschichtsbild einordnete. Zambelios förderte eine Umorientierung der Geschichtsforschung auf das Mittelalter und eine Neubewertung des Byzantinischen Reiches und führte ein triadisches Schema zur Interpretation griechischer Geschichte ein: die Spaltung in eine alte, mittlere und neuere Periode. Diese veränderte Perspektive übte einen entscheidenden Einfluss auf den jungen Paparrigopoulos aus, indem sie ihn dazu anregte, die Byzantinische Geschichte in das nationale Narrativ zu integrieren.
1860 begann die Herausgabe der Geschichte der griechischen Nation, die 1874 mit dem fünften Band endete. 1885–1888 erschien eine überarbeitete Auflage, 1902–1903 folgte die vierte Auflage, ergänzt und überarbeitet von Pavlos Karolidis. Das Werk legte ein Interpretationsmuster für die griechische Geschichte vor, das sich am Gedanken der historischen Kontinuität orientierte. Zunächst übernahm Paparrigopoulos von Droysen den Begriff des Hellenismus, gab ihm aber einen völlig neuen Inhalt: er identifizierte Hellenismus mit der griechischen Nation, dem Griechentum, und verwendete diesen Begriff für die Periodisierung ihrer Geschichte. Die griechische Nation ist nach seiner Auffassung ein transzendentes, überhistorisches Subjekt, das sich zwar im Laufe der Zeit wandelte, aber dank göttlicher Vorsehung stets als Protagonist in der Geschichte agierte. Er gliedert die griechische Geschichte in fünf Perioden, ein Konzept, das mit dem Dreierschema von Zambelios vereinbar ist: Geschichte des alten Hellenismus, des makedonischen Hellenismus (nach der Schlacht von Chaironeia 338 v. Chr.), des christlichen Hellenismus (ab der Geburt Christi), des mittelalterlichen Hellenismus (ab der Gründung Konstantinopels) und schließlich des neuen Hellenismus (seit der türkischen Eroberung von Konstantinopel 1453). In diesem Modell ähnelt die griechische Geschichte einem Staffellauf, bei dem die historische Initiative von einer Generation des Griechentums auf die nächste übergeht. Jede Generation habe eine historische Mission zu erfüllen. Beispielsweise sei es für die Makedonen die Hellenisierung des Orients und die Herstellung der politischen Einheit der Nation und für das mittelalterliche Griechentum der Schutz des Christentums vor inneren und äußeren Bedrohungen gewesen. Dem neuen Griechentum sei erneut die Aufgabe zugefallen, eine zivilisatorische Mission im Orient durchzuführen, was in den Kontext der Megali Idea passte.
Die byzantinische Geschichte, der er drei Bände der „Geschichte“ widmete, bildet das Rückgrat des Werkes. Er zeichnet ein detailliertes Bild des Byzantinischen Reiches und behandelt sowohl politische als auch soziale, wirtschaftliche und kulturelle Aspekte. Die Erzählung der byzantinischen Errungenschaften ist lebhaft; er benutzt die Wir-Perspektive, um das Publikum zur Identifikation mit den Protagonisten einzuladen (z. B. „unsere griechische Monarchie“, „unsere mittelalterliche Vorfahren“, „unsere Kaiser“ usw.). Nicht zuletzt kennzeichnet diese Fokussierung auf Byzanz die politische Priorität von Paparrigopoulos: An den Byzantinern schätzte er besonders, dass bei ihnen im Gegensatz zur Staatenwelt des antiken Griechenland die politische Einheit der Nation verwirklicht war und eine Monarchie bestand, die sich als Vorbild für das moderne griechische Königreich eignete. Darüber hinaus schildert er Byzanz als einen kulturellen Raum, wo Griechentum und Christentum miteinander verschmolzen seien, was zu einer harmonischen Koexistenz der beiden in einem „hellenochristlichen“ modernen Griechenland führe. Das Ideologem der „hellenochristlichen“ Kultur, ein Begriff, den Zambelios erstmals verwendete, wurde durch Paparrigopoulos zum Bestandteil griechischer Identität bis heute. Die Frühe Neuzeit, die Zeit der osmanischen Herrschaft, betrachtete er als einen teleologischen Prozess, eine Periode der Vorbereitung des Unabhängigkeitskrieges 1821. Die Periode nach der Staatsgründung jedoch, das heißt die letzte Phase des neuen Hellenismus „ist nicht statthaft […] jetzt schon einzuschätzen, da er sich am Beginn der Mission befindet, zu der er offenbar im Orient bestimmt ist“. Damit wird deutlich auf die irredentistische Megali Idea hingewiesen, wobei die Trennlinie zwischen wissenschaftlicher Beurteilung und politischer Programmatik in Paparrigopoulos’ Werk verschwimmt. Die Geschichte ist außerdem nach seinem Verständnis „nicht nur Wissenschaft; sie ist zugleich das Evangelium der Gegenwart und der Zukunft des Vaterlandes“. Er spielte die Rolle des organischen Intellektuellen mit Erfolg, indem er die staatliche Ideologie mitprägte und konsistent in der Öffentlichkeit vertrat.

### Rezeption
Paparrigopoulos’ Rolle in der griechischen Historiographie ist heutzutage unumstritten, was aber zu seinen Lebzeiten nicht der Fall war. Es war ihm zwar gelungen, durch seine zahlreichen Publikationen Ansehen zu gewinnen, er hatte aber auch viele Antipathien auf sich gezogen. Persönliche, politisch-ideologische oder wissenschaftliche Gründe führten zu seinen Auseinandersetzungen mit anderen Gelehrten, die oft in der Presse ausgetragen wurden. Die Geschichte der griechischen Nation wurde in diesem Zusammenhang zur Zeit ihrer Veröffentlichung heftig kritisiert. Manche Kritiker warfen ihm vor, dass er in seiner Darstellung mangelnde Detailgenauigkeit zeige, keine ausreichende Rechenschaft über seine Quellen ablege und keine Anmerkungsapparate benutze. Die Behandlung des jüngsten Unabhängigkeitskrieges wurde ebenfalls kritisiert, weil er ihn glorifiziere oder mangelnde Detailkenntnis zeige; der letztere Vorwurf war oft durch Lokalpatriotismus motiviert. Den Hauptkritikpunkt bot allerdings seine Hervorhebung und positive Einschätzung des Byzantinischen Reiches und dessen Einbindung in der Nationalgeschichte. Besonders die Klassizisten wie der Archäologe Stephanos Koumanoudis, die dem aufklärerischen Bild der byzantinischen Zeit treu blieben, warfen ihm vor, dass er Byzanz in ein unangemessen positives Licht gegenüber der Antike stelle und ein theokratisches und rückständiges Regime verherrliche. Die Auseinandersetzung mit dem Kreis um Koumanoudis sollte sich über viele Jahre hinziehen. Ein weiterer langjähriger Streit bestand auch zwischen Paparrigopoulos und dem Byzantinisten Konstantinos Sathas. Dennoch fand Paparrigopoulos’ Werk breite Akzeptanz, da es dem Zeitgeist entsprach, der durch zunehmende Religiosität und eine konservative Wende der griechischen Gesellschaft während der 1850er Jahre gekennzeichnet war. Die Generation seiner Schüler und Nachfolger trug in den folgenden Jahren dazu bei, das nationalhistorische Konzept von Paparrigopoulos zu zementieren; es sollte den historischen Diskurs in Griechenland bis in die 1970er Jahre fast völlig dominieren. Bezeichnend dafür ist, dass das Flaggschiff der griechischen Geschichtsschreibung, ein fünfzehnbändiges Monumentalwerk, das von vielen Autoren geschrieben wurde und zwischen 1970 und 1978 erschien, den Titel Geschichte der griechischen Nation trägt, was als Hommage an Paparrigopoulos gemeint ist. Auch hierin zeigt sich, dass Paparrigopoulos das Selbst- und Geschichtsbild der Griechen in großem Ausmaß geprägt hat.

## Schriften (Auswahl)

### Griechisch
- Περί της εποικήσεως Σλαβικών τινών φυλών εις την Πελοπόννησον, Athen 1843 („Über die Ansiedlung einiger slawischer Stämme auf der Peloponnes“) Digitalisat
- Το τελευταίον έτος της ελληνικής ελευθερίας, Athen 1844 („Das letzte Jahr der griechischen Freiheit“)
- Στοιχεία της Γενικής Ιστορίας κατά το σύστημα του Γάλλου Λευί, Athen 1845 („Elemente der allgemeinen Geschichte nach dem System des Franzosen Lévi“) Digitalisat
- Εγχειρίδιον Γενικής Ιστορίας, Athen 1849 („Handbuch der allgemeinen Geschichte“) Digitalisat
- Ιστορία του Ελληνικού Έθνους από των αρχαιοτάτων χρόνων μέχρι της σήμερον, Athen 1860–1874 („Geschichte der Griechischen Nation von der ältesten Zeit bis heute“) Ausgabe 1932 Bände 1 – 6
- Γεώργιος Καραϊσκάκης, Athen 1867 („Georgios Karaiskakis“) Digitalisat
- Ιστορικαί πραγματείαι, Athen 1889 („Historische Traktate“) Digitalisat

### Französisch
- Histoire de la Grece Moderne. Guerre de l’Indépendance. Par Th. C. Tchocan, traduction du Grec de l’Histoire de M. C. Paparrigopoulos. Athen 1858 Digitalisat